# Leioclema ahuettensis
Leioclema ahuettensis är en mossdjursart som beskrevs av Ernst 2008. Leioclema ahuettensis ingår i släktet Leioclema och familjen Leioclemidae. Inga underarter finns listade i Catalogue of Life.